# Ambracia
Ambracia (odierna Arta) fu un'antica città greca, capitale del regno d'Epiro durante il regno di Pirro; fu fondata da Gorgo, figlio di Cipselo, nella fertile valle del fiume Aracto, a nord della baia di Azio. Già dal V secolo a.C. il nome originale passa da Ἀμβρακία a Ἀμπρακία.

## Storia
Secondo la tradizione Ambracia fu, originariamente, una città dei Tesproti, fondata da Ambrace, figlio di Tesproto. Nella seconda metà del VII secolo a.C. (tradizionalmente nel 635 a.C.) nella città vi si insediarono i Corinzi di Cipselo, che la trasformarono in una città greca. Presto Ambracia divenne una florida e importante città tanto da inviare 7 navi ad Atene durante la seconda guerra persiana.
Fu in guerra contro i vicini acarnani e Anfilochi per il controllo della baia, fino allo scoppio della guerra del Peloponneso, dove Ambracia raggiunse la massima potenza. Nel 426 a.C. la città fu però sconfitta da questi suoi nemici grazie al loro alleato ateniese.
Occupata dalla Macedonia al tempo di Filippo, passò poi a Pirro, che l'abbellì; fu, infine, conquistata dalla Lega etolica e, poi nel 189 a.C., dai Romani guidati da Marco Fulvio Nobiliore, che le restituirono la libertà. La conquista fu celebrata dal poeta latino Quinto Ennio che era al seguito di Nobiliore nella tragedia praetexta Ambracia.

## La struttura della città
Si conoscono tre principali parti in cui la città di Ambracia era suddivisa:
- L'acropoli
- Il monte Perrante
- Il porto Ambraco (Άμβρακος)[4]